# أورعي
أورعي (بالفارسية: اورعی) هي قرية تقع في منطقة بولان في إيران. يقدر عدد سكانها بـ 65 نسمة بحسب إحصاء 2016.